# Haemulon album
Haemulon album es una especie de peces de la familia Haemulidae en el orden de los Perciformes.

## Morfología
• Los machos pueden llegar alcanzar los 79 cm de longitud total.

## Distribución geográfica
Se encuentra desde Florida, Bermuda y Bahamas hasta el Brasil, incluyendo las Indias Occidentales.